# Américo Ramos
Américo d'Oliveira dos Ramos est un homme d'État santoméen, Premier ministre de São Tomé et Príncipe depuis janvier 2025. Il était auparavant gouverneur de la Banque centrale de Sao Tomé-et-Principe.

## Biographie
Originaire de São Tomé-et-Principe, Ramos étudie à l'étranger à l'Université d'État de Moscou en Russie, où il obtient un diplôme en économie après avoir fréquenté de 1989 à 1995. Il retourne ensuite à São Tomé et rejoint le ministère des Finances, où il travaille comme technicien du budget de 1995 à 1998. Il travaille ensuite comme chef du département des dépenses de 1998 à 2000, chef du département du budget de 2000 à 2001, directeur du budget de 2001 à 2009 et directeur du Trésor de 2009 à 2010. En 2010, Ramos devient ministre des Finances de São Tomé, poste qu'il occupe jusqu'en 2012. Il est reconduit à ce poste en 2014 et sert jusqu'en 2018, devenant alors conseiller économique du président Evaristo Carvalho en 2019.
Ramos est arrêté en 2019 et détenu pendant trois mois, accusé de corruption, de blanchiment d'argent et d'autres crimes. Après avoir passé trois mois dans la prison centrale du pays, il est acquitté par le parquet.
En décembre 2022, Ramos est nommé gouverneur de la Banque centrale de Sao Tomé-et-Principe.
Le 6 janvier 2025, le président Carlos Vila Nova dissout le gouvernement du premier ministre Patrice Trovoada, pour une "incapacité remarquable à résoudre les nombreux défis du pays", et ordonne au parti Action démocratique indépendante (ADI) de présenter des candidats au poste de premier ministre dans les 72 heures. Le 9 janvier, le président choisit Ilza Amado Vaz comme prochain premier ministre. Cependant, trois jours plus tard, le 12 janvier, elle annonce sa démission de son poste. Après la démission d'Amado Vaz, le parti ADI nomme Adelino Pereira, un ancien procureur général, comme prochain premier ministre. Cependant, au lieu de Pereira, Vila Nova annonce le 12 janvier qu'il nomme Ramos comme prochain premier ministre.